# Argyresthia arceuthobiella
Argyresthia arceuthobiella is een vlinder uit de familie van de pedaalmotten (Argyresthiidae). De wetenschappelijke naam van de soort werd in 1917 gepubliceerd door Busck.